# Cistierna
Cistierna – gmina w Hiszpanii, w prowincji León, w Kastylii i León, o powierzchni 97,61 km². W 2011 roku gmina liczyła 3652 mieszkańców.